# Mohamed Ali Klibi
Pour les articles homonymes, voir Klibi.
Mohamed Ali Klibi (arabe : محمد علي القليبي), né le 20 juin 1955 à Tunis, est un footballeur tunisien qui évolue durant dix ans au Club africain.

## Biographie
Il entame sa carrière sportive à l'âge de 14 ans au sein de l'Association sportive militaire de Tunis. Il remporte le concours du jeune footballeur tunisien à deux reprises : chez les cadets en 1970 et chez les juniors en 1971. Les dirigeants du Club africain sont les plus prompts à l'enrôler. À l'âge de 17 ans, il fait partie de l'effectif des seniors.
Attaquant en avance sur son époque, sa rapidité, sa technique et ses centres millimétrés en pleine course sont des modèles du genre. Il est toutefois desservi par une musculature fragile qui l'éloigne souvent des terrains et le prive de la sélection nationale. Finalement, il en ressort une carrière inachevée.

## Carrière
- 1969-1972 : Association sportive militaire de Tunis (Tunisie)
- 1972-1982 : Club africain (Tunisie)

## Palmarès
- Concours du jeune footballeur tunisien :
  - Lauréat du concours des cadets : 1970
  - Lauréat du concours des juniors : 1971
- Championnat de Tunisie de football :
  - Vainqueur : 1973, 1974, 1979, 1980
- Coupe de Tunisie de football :
  - Vainqueur : 1976
- Coupe du Maghreb des clubs champions:
  - Vainqueur : 1976

## Statistiques personnelles
- 85 matchs en championnat[4] (15 buts)
- 17 matchs en coupe (2 buts)
- 3 matchs en coupes maghrébines